# Ciria
Ciria es un municipio y localidad española de la provincia de Soria, en la comunidad autónoma de Castilla y León. El término municipal, ubicado en la comarca de Campo de Gómara, tiene una población de 70 habitantes (INE 2024). Tiene una superficie total de 52,70 km².

## Geografía física

Término municipal

Integrado en la comarca de Campo de Gómara, se sitúa a 52 kilómetros de Soria. El término municipal está atravesado por la carretera nacional N-234, entre los pK 305 y 308, que cruza el puerto de la Bigornia (1100 metros), y por la SO-P-2017 que lo conectan con Borobia y Malanquilla. El relieve del municipio es montañoso, situándose en pleno Sistema Ibérico, en el escarpado valle del río Manubles. La altitud oscila entre los 1223 metros, en el extremo noreste, en el límite con la provincia de Zaragoza, y los 1000 metros al sur, a orillas del río Manubles. El pueblo se alza a 1034 metros sobre el nivel del mar.
| Noroeste: Noviercas      | Norte: Noviercas            | Nordeste: Borobia                               |
| Oeste: Torrubia de Soria |                             | Este: Pomer (Zaragoza) y Malanquilla (Zaragoza) |
| Suroeste: Reznos         | Sur: Torrelapaja (Zaragoza) | Sureste: Torrelapaja (Zaragoza)                 |

### Hidrografía
Ciria se halla situada en el margen del río Manubles, proveniente de la sierra de Tablada y por su término discurre el río, al igual que el arroyo del Coloría que nace en la sierra de Toranzo. Cuenta también con fuentes y un manantial del que mana agua de excelentes propiedades (El Ojo).
El Manantial del Ojo es el aporte de agua de boca para el pueblo. Con agua continua todo el año. Si bien, desde Borobia a Ciria y hasta su paso por Torrelapaja, el cauce del río en superficie es difícil de ver, salvo en primavera, aunque sí tiene recorrido en aguas subterráneas.
El régimen de ambos ríos es estacional, tanto el río Manubles como el río Pequeño o río Charcos, sufren variaciones de caudal notables, secándose completamente a finales de cada primavera. 
Actualmente el futuro del río Manubles se encuentra amenazado por la construcción de unas minas de magnesita en la vecina localidad de Borobia, en cuyo proceso de lavado del mineral podría verse afectada la calidad de las aguas, llegando incluso a no ser potable.

### Clima
El clima de la zona es típicamente continental, con inviernos de larga duración y muy fríos, veranos calurosos y cortos. Las lluvias, en general poco abundantes aunque se suceden bastante en otoño y a finales de agosto.

## Naturaleza
Existen en el término numerosas hectáreas de montes de encinas, sabinas y robles. También hay especies de monte bajo como tomillo y espliego. Llama también la atención la presencia de té de roca (Jasonia glutinosa), muy abundante en las paredes verticales de los alrededores del pueblo, en especial camino del Manantial del Ojo. 
Las especies de animales que podemos encontrar son; liebres, conejos, perdices y codornices. Cada vez la población de jabalí y corzo es más numerosa. Durante todo el año existe una nutrida población de buitre leonado. En verano es fácil ver alimoches, águilas e incluso se han visto ejemplares de búho real.
En 2011 se descubrió en el municipio una nueva especie de caracol, el Corbellaria Celtibérica. Es un molusco gasterópodo de la familia Hydrobiidae que fue hallado por primera vez por Jordi Corbella, de la Asociación Catalana de Malacología, y descrito como nueva especie. Según consta en el dictamen del Comité de Flora y Fauna Silvestres del Ministerio de Agricultura, Alimentación y Medio Ambiente, pertenece a un nuevo género monoespecífico con un conjunto de características de morfología externa y anatomía que difiere del resto de géneros y especies conocidas. Tiene un pequeño tamaño de 1,19 mm de diámetro y 0,44 mm de alto de media.

### Espacios naturales protegidos
En su término e incluidos en la Red Natura 2000 los siguientes lugares:
- Lugar de Interés Comunitario conocido como Sabinares de Ciria-Borobia, ocupando 2658 hectáreas, el 51 % de su término.[5]

## Historia

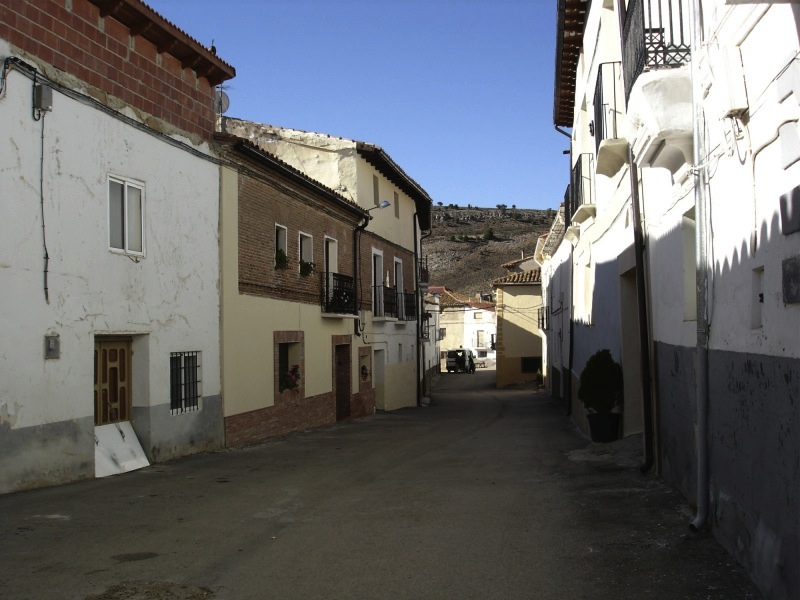
Calle Mayor

Se han hallado grabados rupestres, y también hay restos de cerámica campaniforme que los arqueólogos, han estimado de un valor incalculable ya que han permanecido en total conservación.
Se ha documentado un castro. La importancia de la villa en época medieval tendría un acento un tanto militar-señorial, a juzgar por los restos del castillo que aquí se encuentra. Dicho castillo es testimonio del Señorío del condestable Álvaro de Luna, que lo donó a su sobrina Aldara con motivo de su matrimonio con Carlos de Arellano. 
La fama de Ciria en siglos posteriores le vino dada por los supuestos milagros de la Virgen de la Serna, que en aquel mismo momento se convirtió en la patrona del pueblo y se sucedió con extrañas y frecuentes manifestaciones que después, se mantuvieron en oculto por extrañas circunstancias.
A la caída del Antiguo Régimen la localidad se constituye en municipio constitucional en la región de Castilla la Vieja, partido de Ágreda  que en el censo de 1842 contaba con  144 hogares y  592 vecinos.

## Demografía
Cuenta con una población de 70 habitantes (INE 2024).

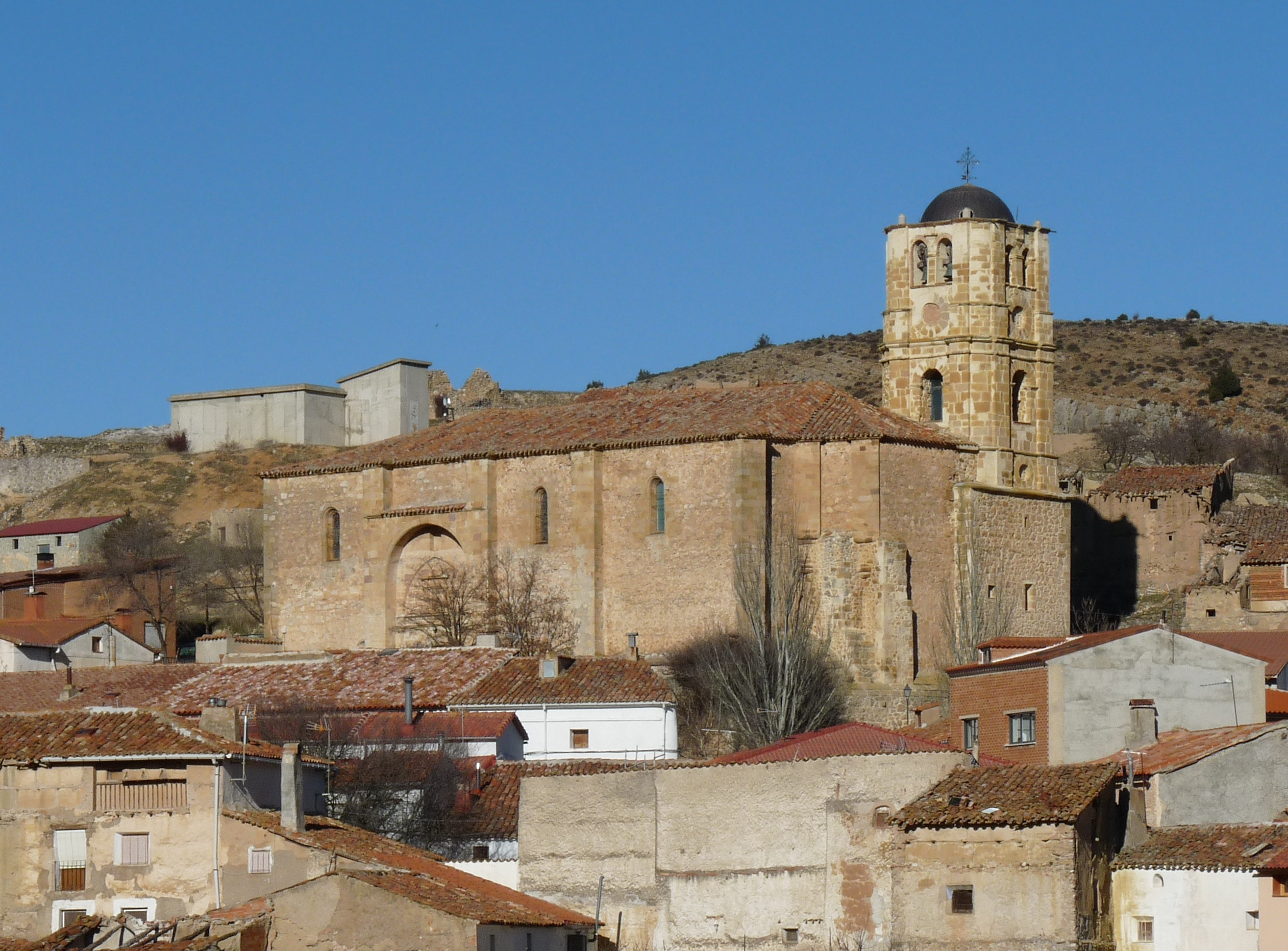
Vista de la localidad

| Gráfica de evolución demográfica de Ciria entre 1842 y 2021                                                           |
| |
| Población de derecho según los censos de población del INE. Población de hecho según los censos de población del INE. |

## Economía
La economía ciriana está basada en la ganadería y la agricultura pero también se practica la caza y la recolecta de setas de cardo.

## Cultura

### Patrimonio material

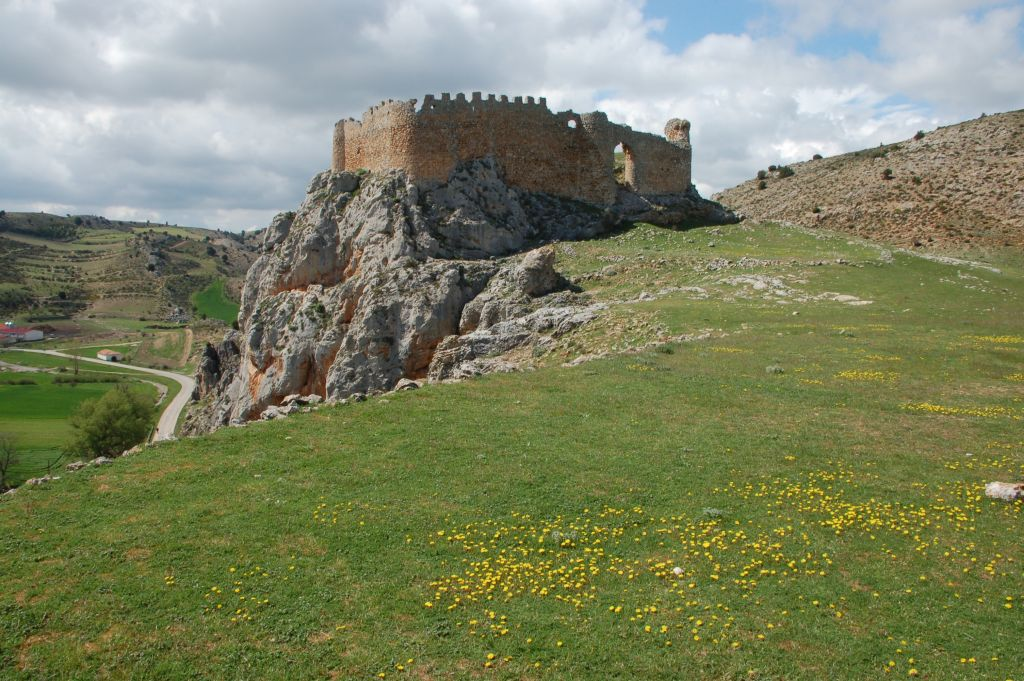
Castillo de Ciria

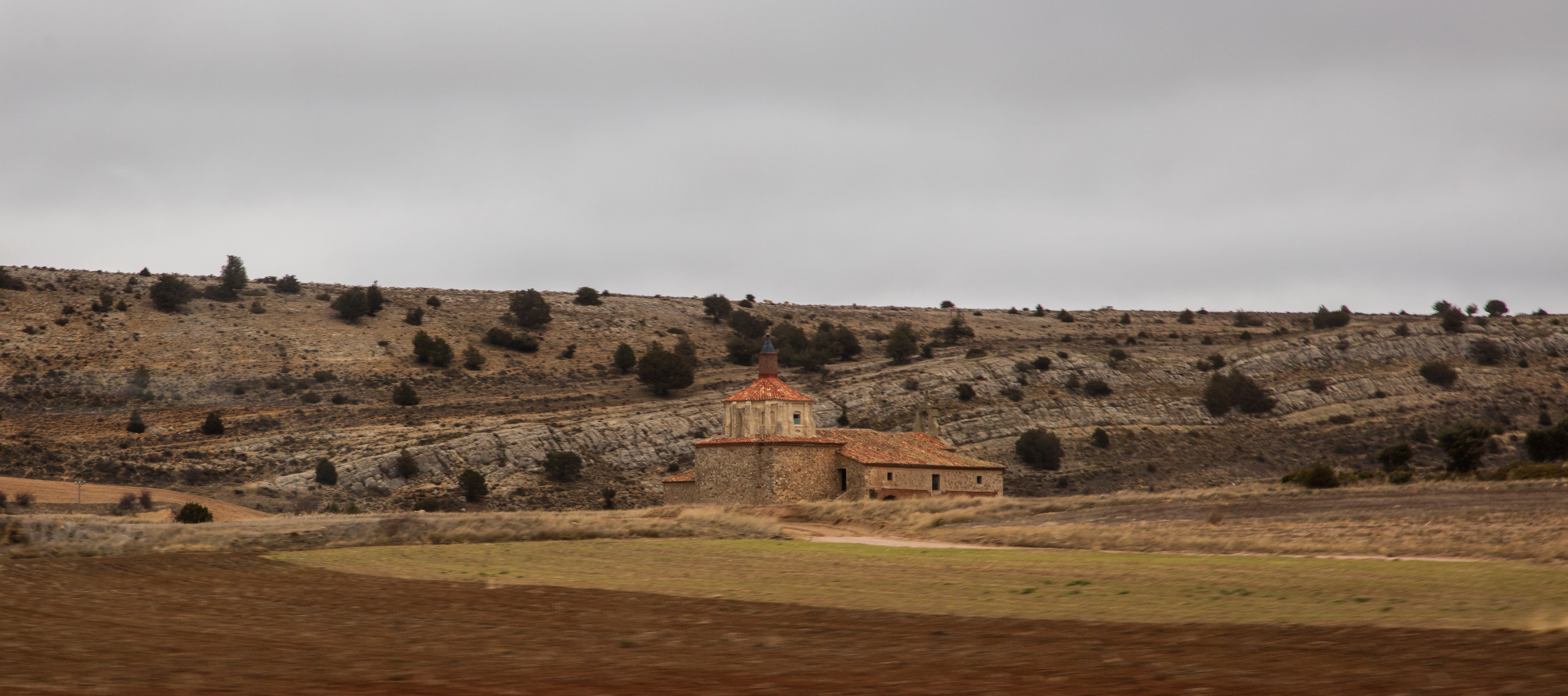
Ermita de la Virgen de la Serna

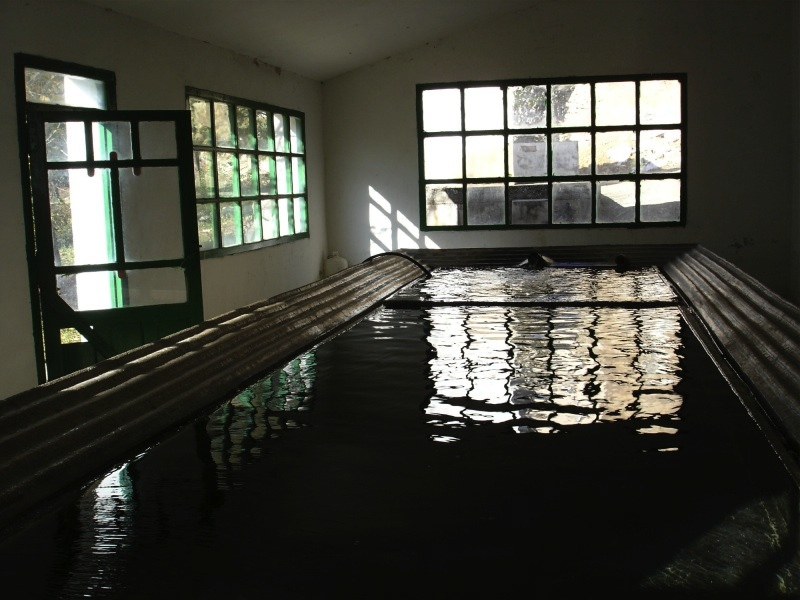
Lavadero de Ciria

En lo que a arquitectura se refiere, podemos hablar de tres construcciones de carácter religioso: 
La ermita de la Virgen del Espino.
La iglesia parroquial católica de Santa María la Mayor, de estilo gótico con toques de barroco debidos seguramente, a la llegada de algún noble de la zona del noroeste de España.
La ermita de la Virgen de la Serna.
Como construcciones civiles destaca el castillo de Ciria que se encuentra en ruinas. Se trata de un castillo roquero de piedra de mampostería aunque en el interior se han hallado piedras de sillería y se conservan al menos 30 almenas de la muralla. Fue construido en el siglo IX como fuerte árabe y ampliado más tarde en el siglo X.
Dentro de los elementos de arquitectura popular, existe un lavadero público en buen estado y un reloj de sol que se encuentra en la fachada de la casa de la Familia Caballero Alonso sita en la calle Mayor del pueblo.

### Patrimonio inmaterial
Las fiestas de Ciria en honor a la Virgen de la Serna se celebran el 21 de mayo y el domingo siguiente a la virgen de agosto (en 2024 fueron el 25 de mayo). Son famosos los milagros realizados por la virgen, que requirieron una investigación de la diócesis de Osma, cuyo tribunal los dio por verdaderos.
Recientemente se han recuperado la fiesta de San Antón y Santa Lucía en diciembre, con la realización de hogueras.

## Gastronomía
Los productos típicos de la zona son las setas de cardo y el queso de cabra. Como plato típico nombramos los cocidos de verduras.